# Jéricho (film)
Pour les articles homonymes, voir Jéricho (homonymie).
Pour plus de détails, voir Fiche technique et Distribution.
Jéricho est un film français réalisé par Henri Calef et sorti en 1946, inspiré historiquement de l'opération Jéricho.

## Synopsis
Sous l'Occupation, un certain nombre de Français sont arrêtés puis incarcérés dans la prison d'Amiens. Un groupe d'otages est constitué par les Allemands parmi ces prisonniers s'ajoutant à quelques membres de la municipalité qui se sont proposés eux-mêmes comme otages : les membres de ce groupe sont menacés d'être exécutés si un convoi d'essence arrêté en gare subit un attentat. Celui-ci a lieu, l'exécution est prévue le lendemain matin. La nuit se déroule avec des réactions diverses de la part des prisonniers. Prévenue par radio, la Royal Air Force bombarde la prison au moment de l'exécution. Les condamnés qui réchappent de l'opération gagnent le maquis.

## Fiche technique
Sources : Bertrand Tavernier, Forum des images,
- Réalisation : Henri Calef
- Conseiller technique : Jacques de Casembroot
- Scénario et adaptation : Claude Heymann, Charles Spaak
- Dialogue : Charles Spaak
- Décors : Paul Bertrand et Auguste Capelier
- Directeur de la photographie : Claude Renoir
- Cadreurs : Jean Mousselle, Gilbert Chain
- Photographe de plateau : Léo Mirkine
- Son : René Longuet
- Montage : Madeleine Bagiau
- Script-girl : Rosy Jégou
- Producteur : Sacha Gordine
- Directeur de production : Claude Plessis
- Société de production : Films Sacha Gordine
- Pays de production :  France
- Format : Noir et blanc - 35 mm - 1,37:1 - Son mono4
- Genre : Guerre
- Durée : 139 minutes
- Date de sortie : 
  - France : 13 mars 1946

## Distribution
Source : Cinémathèque française .
- Nadine Alari : Alice Noblet
- Roland Armontel : Muscat
- Pierre Brasseur : Jean-César Morin
- Jean Brochard : Michaud
- André Carnège : l'aumônier allemand
- Jacques Charon : le comte Jacques de Saint-Leu
- Paul Demange : André Morget
- Yves Deniaud : Robert Detaille
- Paul Faivre : le pharmacien
- Guy Favières : le maire
- Gabrielle Fontan : Mme Michaud
- René Génin : Camille Ducroc
- Pierre Larquey : Béquille
- Albert Michel : le correspondant qui vient de Hollande
- Henri Nassiet : le commandant Münchhausen
- Line Noro : Rosa Ducroc
- Pierre Palau : Dietrich
- Raphaël Patorni : Batignolles
- Raymond Pellegrin : Pierre
- Santa Relli : Simone Michaud
- Louis Seigner : le docteur Noblet
- Robert Seller : Lucien Sampet
- Pierre Sergeol : l'acteur
- Julienne Paroli : une dame chez le pharmacien
- Guy Lacourt : un détenu
- Alfred Pasquali : un conseiller
- Georges Paulais : un conseiller
- François Viguier : un conseiller
- Jean d'Yd : un conseiller
- Rudy Lenoir : un Allemand
- Alfred Baillou : un détenu (non crédité)
- Howard Vernon : un soldat allemand (non crédité)
- Jacques Henley
- Cadex
- Georges Sellier
- Paulette Pichon : La femme de la gare (non créditée)

## Autour du film
Le film est sans musique et sans sous-titre (pour les séquences comprenant des répliques en allemand ou en anglais).
Henri Calef est resté en France pendant l'occupation allemande, mais, réalisateur d’origine juive, il ne peut exercer au grand jour. Il est aidé pendant cette période par d’autres réalisateurs (comme Serge de Poligny) qui le prennent comme assistant ou co-scénariste. Pour autant, au moment où une grande partie du territoire est enfin libéré et alors que la Seconde Guerre mondiale semble proche de sa fin, il est impatient à la fois de faire des films mais aussi de s'engager en témoignant par ses créations cinématographiques. Il rencontre Claude Heymann, d'origine juive lui aussi et qui a dû pour cette même raison se faire discret pendant plusieurs années. Il est impatient comme lui.
Henri Calef et Claude Heymann trouvent un sujet possible dans un fait de guerre et de résistance relaté par la revue Action : cet article raconte l'Opération Jéricho, une opération réelle de l’aviation anglaise qui a bombardé l’enceinte d'une prison pour, a priori, permettre à des résistants, emprisonnés, d'échapper à une exécution. Ils écrivent quelques pages sur leur projet de film s'inspirant librement de cette Opération Jéricho (dans le film, par exemple, cette Opération Jéricho est située le jour du débarquement, alors qu'elle a eu lieu en février 1944. De même de nombreux éléments sont fictionnels). Ils soumettent le projet à un producteur, Sacha Gordine, qui est intéressé et leur propose de disposer du concours du scénariste belge Charles Spaak pour l'écriture des dialogues, ce qui leur convient. Ils commencent à tourner. Dans la même période, René Clément tourne  La Bataille du Rail : la guerre n’est pas totalement terminée,,. Leur impatience est partagée par les passionnés du cinéma. « On savait que le cinéma s'emparerait de l'épopée de la Résistance française : c'était pour lui une nécessité et un devoir », écrit ainsi en mars 1946 un critique cinématographique du journal Le Monde.
Ils réalisent le film avec le même sentiment d’urgence que René Clément. Même si son film reste à la gloire de la Résistance, Henri Calef montre aussi des personnages effrayés par la mort comme le personnage joué de conseiller municipal joué par Jean d’Yd, ou des personnages crapuleux, utilisant le marché noir pour s’enrichir tel le trafiquant fictionnel dénommé Jean-César Morin et interprété par Pierre Brasseur: il est emprisonné par les Allemands pour leur avoir vendu à un prix élevé des biens extorqués à des familles juives,.
Le film comprend d’ailleurs un grand nombre de personnages, de multiples classes sociales, une cinquantaine de personnages, lui conférant, pour Bertrand Tavernier, une dimension de film choral, les héros individuels s’estompant au profit de l’action collective.
Les aviateurs qui interviennent dans le film sur le bombardement, serait selon les indications d'Henri Calef dans un prologue, les mêmes qui avaient effectué le bombardement réel.

## Accueil
Le film est salué par la critique et est un succès auprès des spectateurs. Mais il est un peu oublié dans les décennies suivantes, malgré l'intérêt de Jean-Luc Godard pour les réalisations d'Henri Calef,.